# 黒保根村
黒保根村（くろほねむら）は、群馬県中東部の勢多郡に属した村。現在の桐生市北西部の黒保根地区にあたる。

## 概要
1889年（明治22年）4月1日、南勢多郡の8か村が合併して発足。1958年（昭和33年）2月1日、南部の3大字が山田郡大間々町に編入。桐生広域市町村圏の北西部に位置するわたらせ渓谷線（旧足尾線）・国道122号（旧足尾銅山街道）沿線の村で、5つの大字からなる。
村名は赤城山（特に黒檜山）の古称である「くろほ」（久呂保､黒保）に由来。旧勢多郡赤城村（現渋川市赤城町域）、久呂保村（現昭和村南部）、赤城根村（現沼田市利根町域南部）など、勢多郡には赤城山の名に由来する村が多数あった。

## 地理
赤城山の南東麓、渡良瀬川の上流部に位置する。村内のほとんどが山林地帯である。
- 山岳：赤城山（黒檜山、駒ケ岳、長七郎山）、栗生山、荒神山
- 河川：渡良瀬川、小黒川、田沢川、不動沢、江戸川、南雲川、気勝沢川、川口川、深沢川

## 歴史

### 沿革
- 1889年（明治22年）4月1日 - 町村制施行に伴い、水沼・八木原・上田沢・下田沢・宿廻・上神梅・下神梅・塩沢の8村が合併し南勢多郡黒保根村が発足。
- 1896年（明治29年）4月1日 - 東群馬郡と南勢多郡合併に伴い、勢多郡に属する。
- 1958年（昭和33年）2月1日 - 大字上神梅・下神梅・塩沢が山田郡大間々町に編入。
- 2005年（平成17年）6月13日 - 桐生市に編入し廃止。

## 人口
- 1920年（大正9年）：6,237人
- 1940年（昭和15年）：5,950人
- 1960年（昭和35年）：5,225人
- 1980年（昭和55年）：3,356人
- 2000年（平成12年）：2,753人
- 2005年（平成17年）：2,610人

## 行政
- 村長：深沢亮一（廃村当時）
- 村議会議長：長谷川守男（廃村当時）

村議会は無所属議員が大多数であったが、日本共産党の議員が1名在籍していた。

### 警察
- 大間々警察署（大間々町桐原）
  - 水沼駐在所（水沼）

### 消防
- 桐生広域消防本部（桐生市清瀬町）
  - 黒保根東分署（東村荻原）

## 経済

### 産業
主産業は農業・林業であった。昭和30年代ごろまでは養蚕業が盛んで、明治初期には群馬県初の民間経営の製糸所である水沼製糸所が建てられ、生糸のアメリカ直輸出を行なった。製糸所の廃止後は桑畑の数は減少し、野菜・果樹栽培地に転換された。

## 地域

### 大字
- 水沼（現黒保根町水沼）
- 八木原（現黒保根町八木原）
- 上田沢（現黒保根町上田沢）
- 下田沢（現黒保根町下田沢）
- 宿廻（現黒保根町宿廻）
- 上神梅（現大間々町上神梅）
- 下神梅（現大間々町下神梅）
- 塩沢（現大間々町塩沢）

### 教育・保育
- 黒保根中学校
- 黒保根小学校
- 黒保根保育園

## 交通

### 鉄道
- わたらせ渓谷鐵道

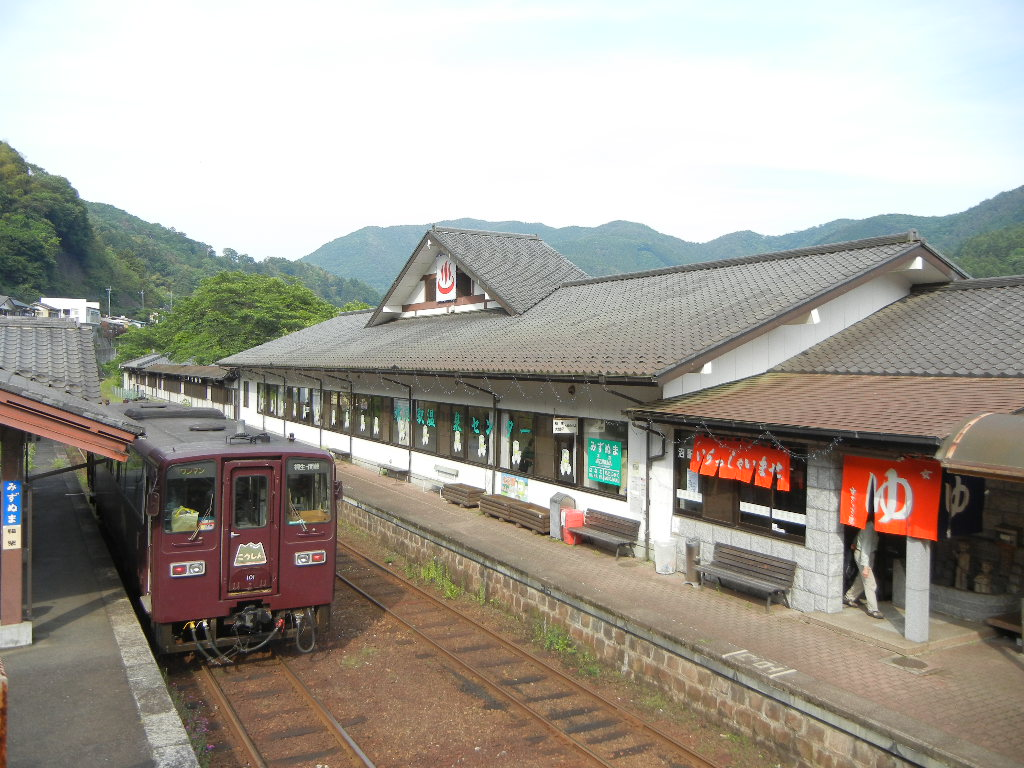
水沼駅・温泉センター

  - ■ わたらせ渓谷線：本宿駅 - 水沼駅
水沼駅は、駅舎内に温泉施設がある。

### 道路

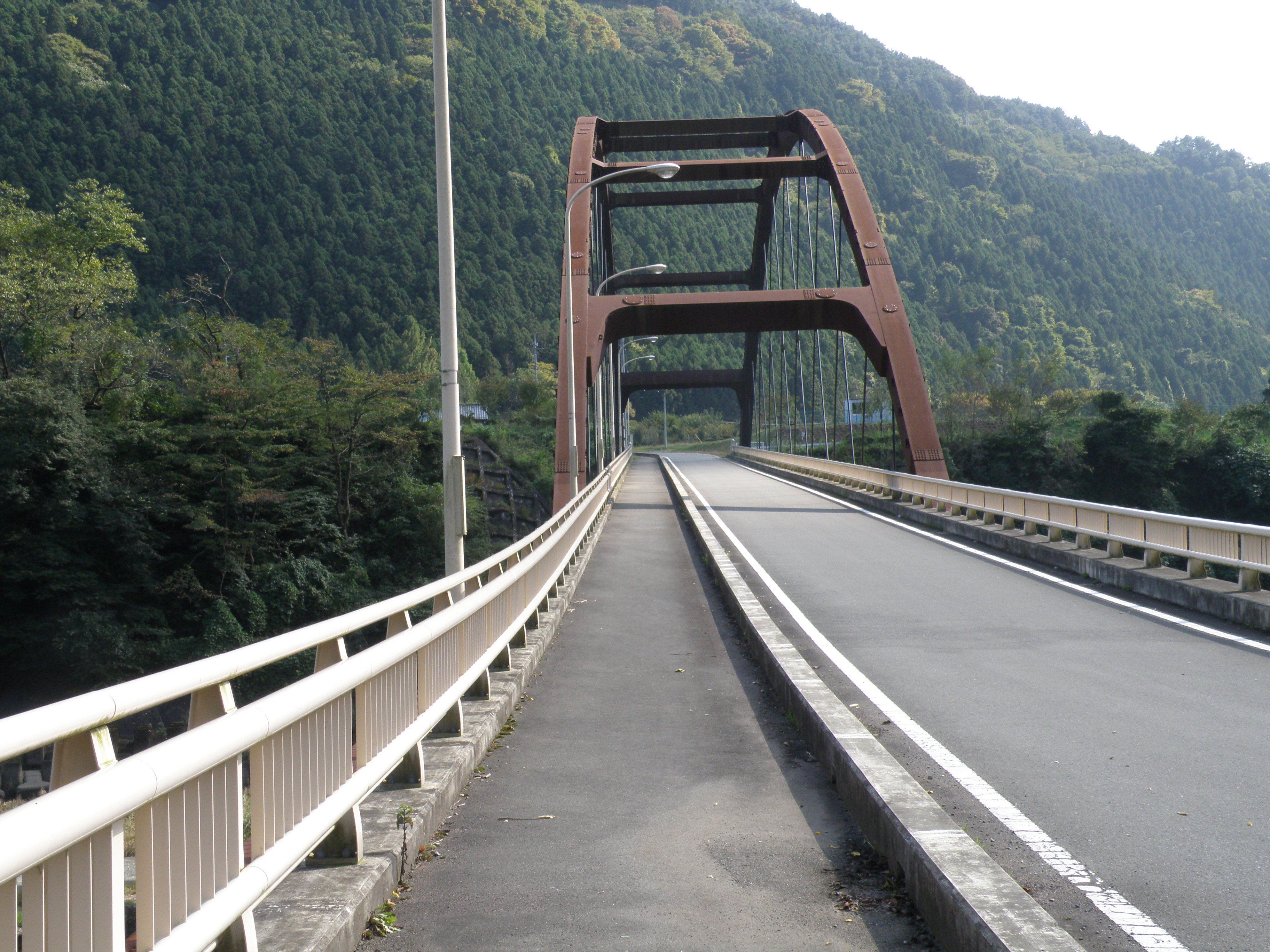
黒保根大橋

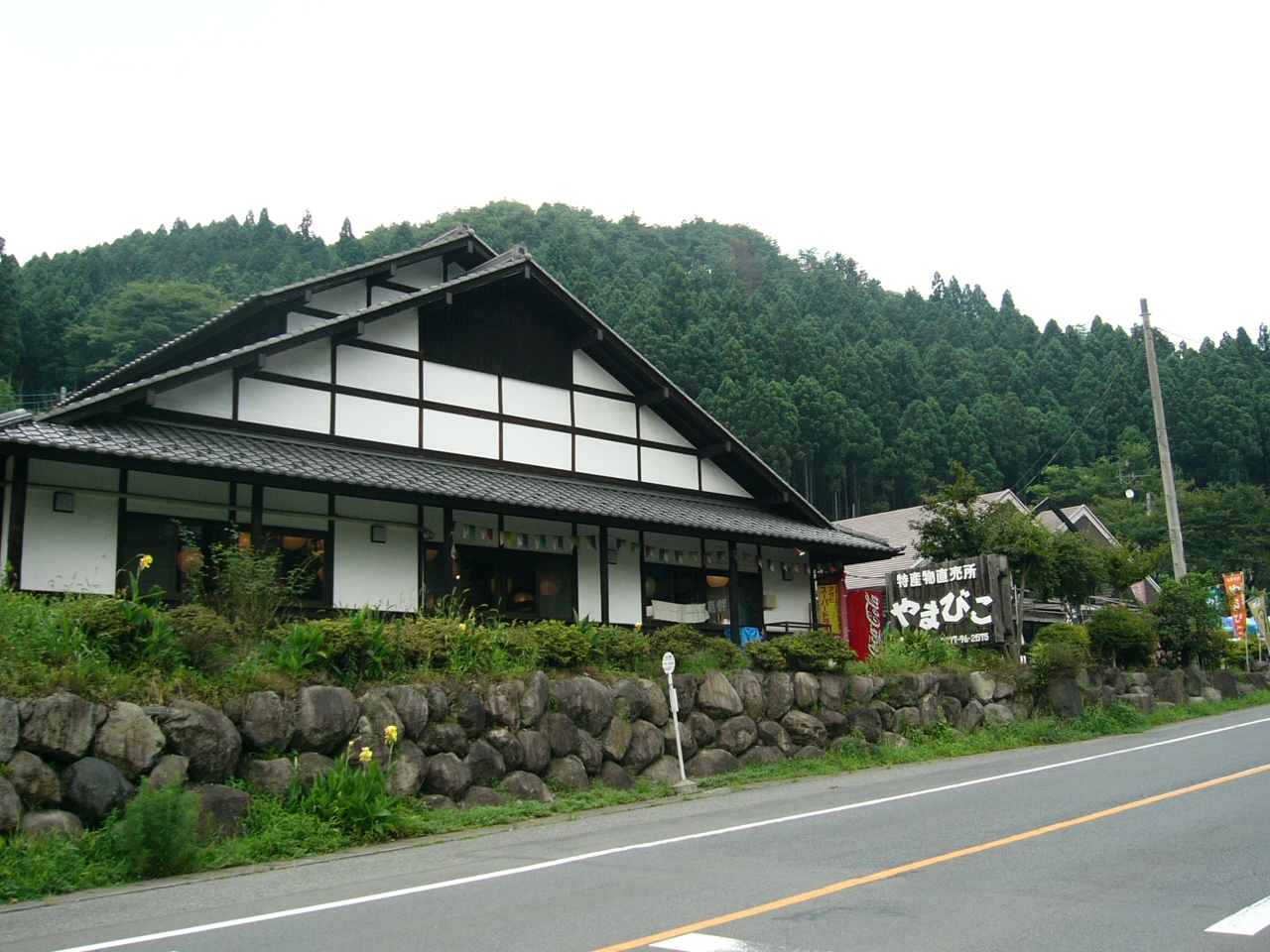
道の駅くろほね・やまびこ

- 一般国道
  - 国道122号
- 道の駅
  - くろほね・やまびこ
- 県道
  - 群馬県道62号沼田大間々線
  - 群馬県道70号大間々子持線
  - 群馬県道257号根利八木原大間々線
  - 群馬県道335号梨木上神梅停車場線
  - 群馬県道336号梨木香林線

### バス
- 村内巡回バス
  - 上田沢〜本宿線・村内環状線（沼田屋タクシー）

## 観光

### 名所・旧跡

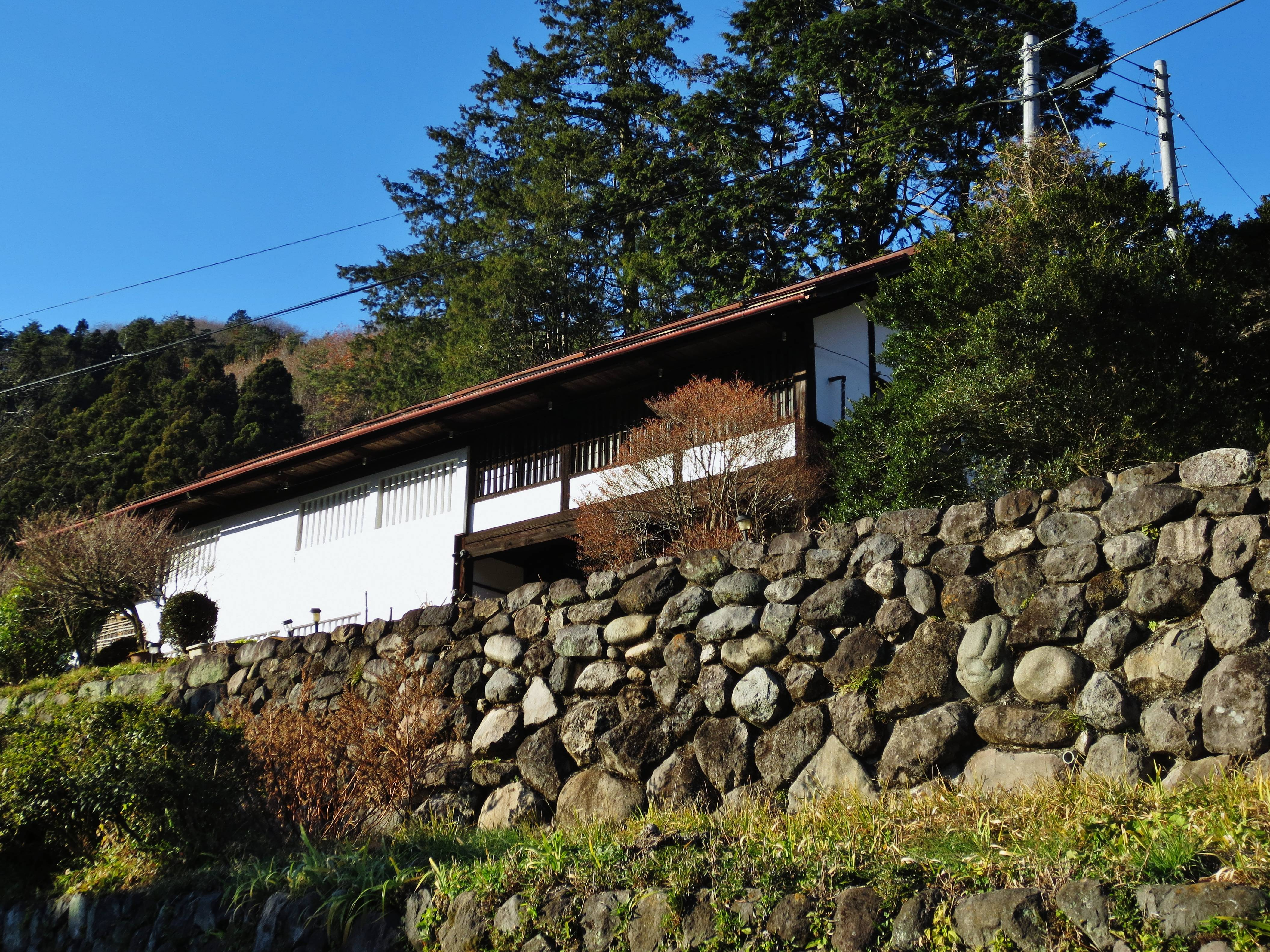
水沼製糸所跡

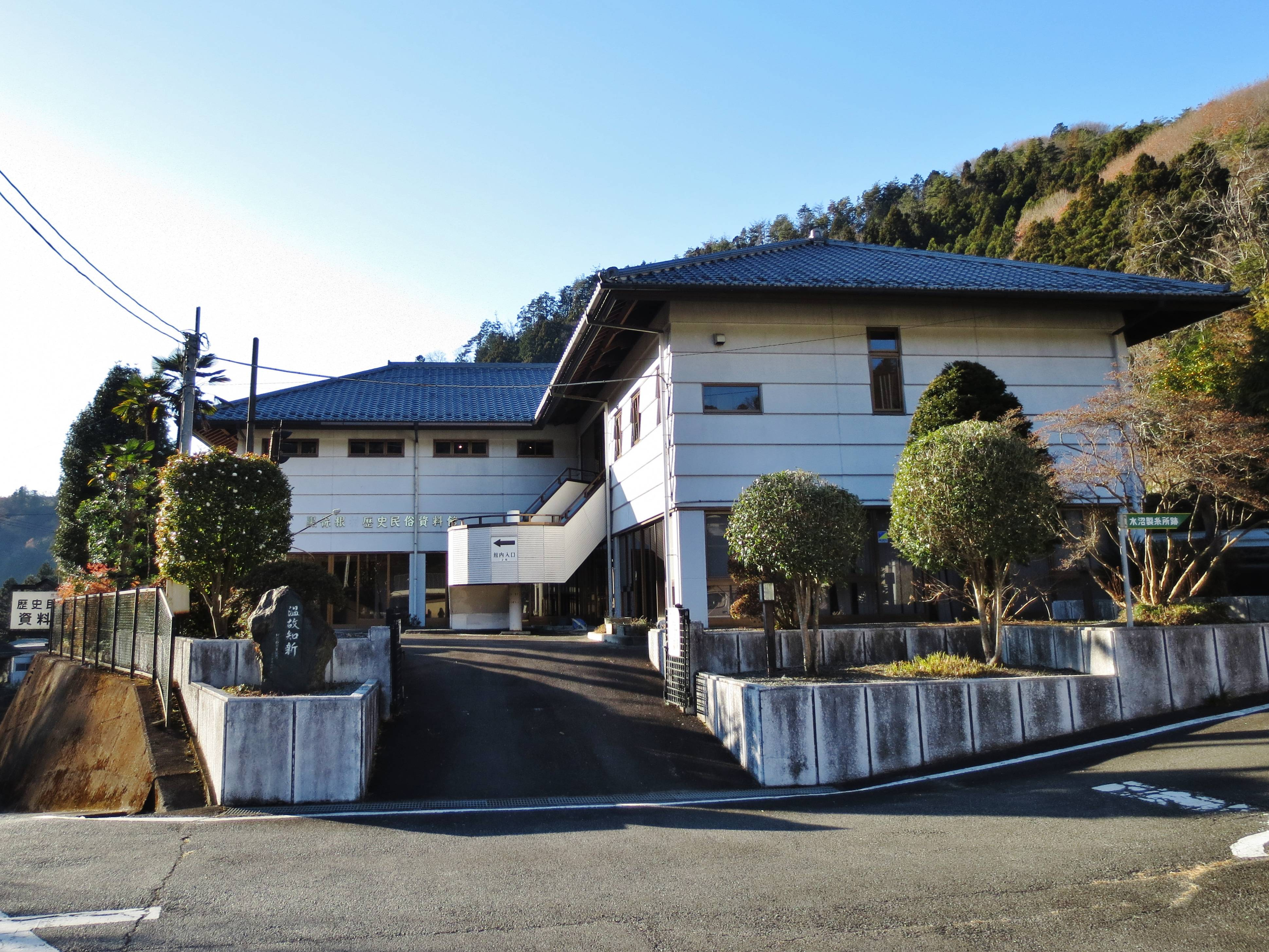
黒保根歴史民俗資料館

- 黒保根歴史民俗資料館（水沼）
- 水沼製糸所跡（水沼）
- 黒峯神社（水沼）
- 常鑑寺（水沼）
- 栗生神社（上田沢）
- 医光寺（上田沢）
- 赤城神社（下田沢）
- 十二山神社（八木原）
- 正円寺（宿廻）
- 深沢城（阿久沢城）跡（宿廻）
- 古路瀬渓谷（八木原・下田沢・宿廻）
- 城下トンネル（下田沢・宿廻）

### 祭事・催事
- くろほね夏まつり

## 人物

### 出身者
- 新井毫
- 新井領一郎
- 星野長太郎
- 星野元治
- 星野愷